# NGC 100

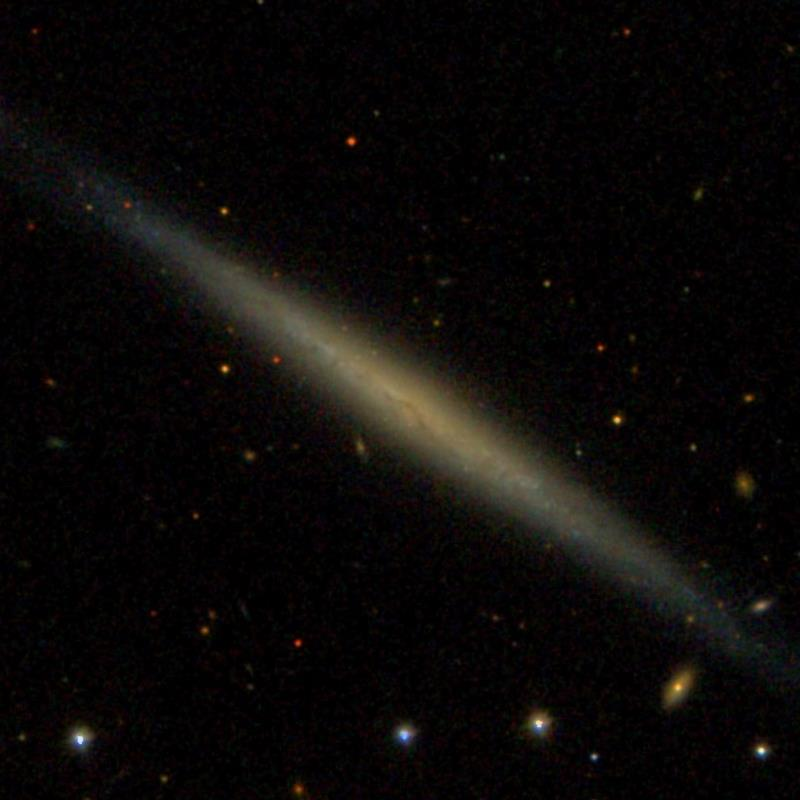
NGC 100

NGC 100是雙魚座的一個星系。星等為13.2，赤經為24分2.6秒，赤緯為+16°29'11"。在1885年11月10日首次被美國天文學家路易斯·斯威夫特（Lewis Swift）發現。